# Cornelia Pfohl
Cornelia Pfohl, née le 23 juillet 1971 à Erlabrunn, est une archère allemande.

## Biographie
Cornelia Pfohl dispute les Jeux olympiques à quatre reprises (1992 à Barcelone, 1996 à Atlanta, 2000 à Sydney et 2004 à Athènes). Elle est sacrée avec l'équipe allemande vice-championne olympique de tir à l'arc en 1996 et remporte la médaille de bronze en 2000.